# Villesse
Villesse (en friülà, Vilès) és un municipi italià, dins de la província de Gorizia. L'any 2007 tenia 1.664 habitants. Limita amb els municipis de Campolongo Tapogliano (UD), Fogliano Redipuglia, Gradisca d'Isonzo, Romans d'Isonzo, Ruda (UD) i San Pier d'Isonzo.

## Administració
| Període | Identitat        | Partit        |
| ------- | ---------------- | ------------- |
| 2004-   | Simonetta Vecchi | Llista Cívica |